# Ruiven (Delft)
Ruiven is een wijk in de gemeente Delft, in de Nederlandse provincie Zuid-Holland. De wijk is gelegen langs de rijksweg A13 en grenst aan de wijken Wippolder en Schieweg.
Ruiven biedt voornamelijk ruimte aan bedrijven. De wijk bestaat uit de buurten Bedrijventerrein Rotterdamseweg-Zuid, Bedrijventerrein Technopolis en Ackersdijk.
De naam stamt af van ruw veen, de aard van de bodemgesteldheid in de middeleeuwen.
Stad: Delft     Buurtschappen: Abtswoude · Klein-Delfgauw

Wijken en Buurten: Buitenhof · Centrum · Delftse Hout · Hof van Delft · Ruiven · Schieweg · Tanthof · Voordijkshoorn · Voorhof · Vrijenban · Wippolder

Bedrijventerreinen: Delftechpark · Technopolis

Zuid-Holland: Steden en dorpen    Nederland: Provincies · Gemeenten